# Ďapalovce
Ďapalovce (ungarisch Gyapár – bis 1907 Gyapalóc) ist eine Gemeinde im Osten der Slowakei mit 415 Einwohnern (Stand 31. Dezember 2024), die im Okres Vranov nad Topľou, einem Teil des Prešovský kraj, liegt.

## Geographie

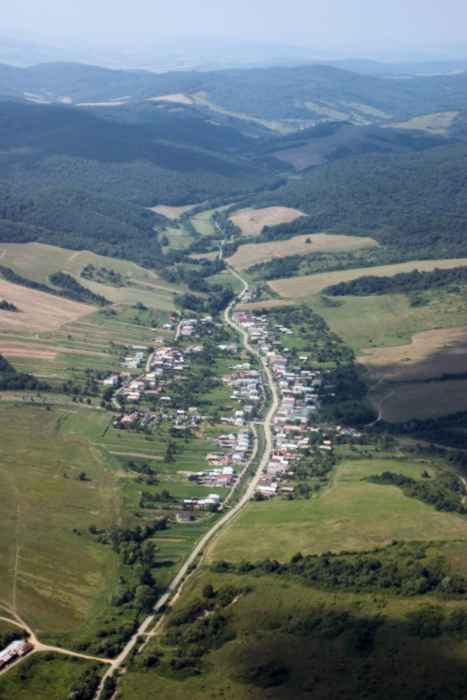
Luftbild von Ďapalovce

Die Gemeinde befindet sich in den Niederen Beskiden im Bergland Ondavská vrchovina, im Tal des Baches Ondalík im Einzugsgebiet der Oľka und weiter der Ondava, östlich des Stausees Veľká Domaša. Das Ortszentrum liegt auf einer Höhe von 207 m n.m. und ist 22 Kilometer von Stropkov sowie 29 Kilometer von Vranov nad Topľou entfernt.
Nachbargemeinden sind Piskorovce im Norden, Nižná Sitnica im Nordosten und Osten, Košarovce im Südosten, Rafajovce im Süden und Südwesten, Nová Kelča im Westen sowie Vyšný Hrabovec und Tokajík im Nordwesten.

## Geschichte
Das Gemeindegebiet wurde in der Jungsteinzeit besiedelt, mit Funden von Hügelgräbern der Kultur ostslowakischer Hügelgräber.
Ďapalovce wurde zum ersten Mal 1408 als Zapolousche schriftlich erwähnt, weitere historische Bezeichnungen sind unter anderen Zapolousthe beziehungsweise Zapolousche (1410), Gyapolwagasa (1430), Gyapalowcze (1786) und Ďapalowce (1808). Das Dorf gehörte anfangs zur Herrschaft von Stropkov, 1568 wurde es Besitz der Familie Pethő, gefolgt von den Familien Roll (im 18. Jahrhundert), Sztáray und Feleky (beide im 19. Jahrhundert). 
1598 standen 21 Ansiedlungen in Ďapalovce, 1715 gab es fünf verlassene und 13 bewohnte Haushalte. 1787 hatte die Ortschaft 29 Häuser und 222 Einwohner, 1828 zählte man 40 Häuser und 297 Einwohner, die als Fuhrleute und Waldarbeiter tätig waren.
Bis 1918 gehörte der im Komitat Semplin liegende Ort zum Königreich Ungarn und kam danach zur Tschechoslowakei beziehungsweise heute Slowakei. In der ersten tschechoslowakischen Republik verblieb die Bevölkerung bei traditionellen Einnahmequellen, dazu arbeiteten sie als Köhler (von 1930 bis 1943), von 1929 bis 1943 arbeitete eine Dampfsäge im Ort. Das Dorf wurde 1925 von einem Hochwasser heimgesucht. Nach dem Zweiten Weltkrieg pendelte ein Teil der Einwohner zur Arbeit in Industriebetriebe in Humenné und Košice sowie in Forstbetriebe, die Landwirte waren privat organisiert, bevor die örtliche Einheitliche landwirtschaftliche Genossenschaft (Abk. JRD) in den 1970er Jahren gegründet wurde.
Ein Erdbeben der Magnitude 4,9 am 9. Oktober 2023 hatte sein Epizentrum nahe dem Ort. Dabei wurden viele Häuser und die Kirche beschädigt.

## Bevölkerung
| Jahr                | 1994 | 2004    | 2014    | 2024    |
| ------------------- | ---- | ------- | ------- | ------- |
| Anzahl der Personen | 513  | 486     | 461     | 415     |
| Unterschied         |      | −5,26 % | −5,14 % | −9,97 % |

| Jahr                | 2023 | 2024    |
| ------------------- | ---- | ------- |
| Anzahl der Personen | 417  | 415     |
| Unterschied         |      | −0,47 % |

Nach der Volkszählung 2011 wohnten in Ďapalovce 473 Einwohner, davon 472 Slowaken und ein Tscheche.
452 Einwohner bekannten sich zur römisch-katholischen Kirche und 17 Einwohner zur griechisch-katholischen Kirche. Bei vier Einwohnern wurde die Konfession nicht ermittelt.

## Bauwerke und Denkmäler
- moderne römisch-katholische Kirche Mariä Himmelfahrt aus dem Jahr 2009, die eine baufällige Kirche aus dem Jahr 1893 ersetzte

## Verkehr
In Ďapalovce treffen sich die Cesta III. triedy 3629 („Straße 3. Ordnung“) von Holčíkovce und Jasenovce und die Cesta III. triedy 3573 von Miňovce heraus.